# Bisdom Arauca
Het bisdom Arauca (Latijn: Dioecesis Araucensis) is een rooms-katholiek bisdom met als zetel Arauca, in Colombia. Het bisdom is suffragaan aan het aartsbisdom Nueva Pamplona. 

## Geschiedenis
Het bisdom werd opgericht op 26 mei 1915, als de apostolische prefectuur Arauca, uit delen van het apostolisch vicariaat Casanare. Op 11 november 1970 werd het verheven tot apostolisch vicariaat. Op 19 juli 1984 werd het verheven tot bisdom. 

## Parochies
Het bisdom had in 2020 een oppervlakte van 23.505 km2 en telde 327.500 inwoners waarvan 78,3% rooms-katholiek was.

## Ordinarii

### Prefecten
- Emilio Larquère (16 november 1915 - 9 november 1923)
- Giuseppe Potier (7 mei 1924 - 1950)
- Graziano Martínez (27 oktober 1950 - 1956)
- Luís Eduardo García Rodríguez (31 juli 1956 - 8 januari 1970)

### Bisschoppen
- Jesús Emilio Jaramillo Monsalve (11 november 1970 - 2 oktober 1989)
- Rafael Arcadio Bernal Supelano (29 maart 1990 - 10 januari 2003)
- Carlos Germán Mesa Ruiz (20 maart 2003 - 2 februari 2010)
- Jaime Muñoz Pedroza (22 oktober 2010 - 11 juli 2018)
- Jaime Cristóbal Abril González (18 november 2019 - heden)

## Galerij van afbeeldingen

Wapen van het bisdom Arauca

Nueva Pamplona (aartsbisdom) · Arauca · Cúcuta · Ocaña · Tibú